# نادر ساليفوف
نادر ناريمان أوغلو ساليفوف (أذربيجان: نادر ناريمان أوغلو ساليفوف، المعروف أيضًا باسم "لوتو جولي" و"غولي باكو"؛ 28 أغسطس 1972، دمانيسي، جمهورية جورجيا الاشتراكية السوفياتية، اتحاد الجمهوريات الاشتراكية السوفياتية - 20 أغسطس 2020، أنطاليا، تركيا) - كان يعتبر من أغنى المجرمين في عالم الجريمة الأذربيجاني.

## سيرة شخصية
ولد نادر ساليفوف في 28 أغسطس 1972 في مدينة دمانيسي الجورجية لعائلة أذربيجانية كبيرة. كان لديه إخوة أصغر سنا ناميك وأخت ليلى. وفي وقت لاحق انتقلت العائلة إلى أذربيجان للإقامة الدائمة.